# آلن کی. سیمپسون
آلن کی. سیمپسون (به انگلیسی: Alan K. Simpson) سناتور سابق عضو حزب جمهوری‌خواه (ایالات متحده آمریکا) بود. وی در سال ۱۹۷۹ تا ۱۹۹۷ میلادی سناتور ایالت وایومینگ در مجلس سنای ایالات متحده آمریکا بود.

## درگذشت
سلامتی سیمپسون پس از سرمازدگی در اواخر هشتاد سالگی که منجر به قطع پای چپ او شد، رو به کاهش گذاشت. در دسامبر ۲۰۲۴، لگنش شکست و هرگز به طور کامل بهبود نیافت، و در ۱۴ مارس ۲۰۲۵ در کودی، وایومینگ، تحت مراقبت در آسایشگاه سالمندان درگذشت. او ۹۳سال داشت.

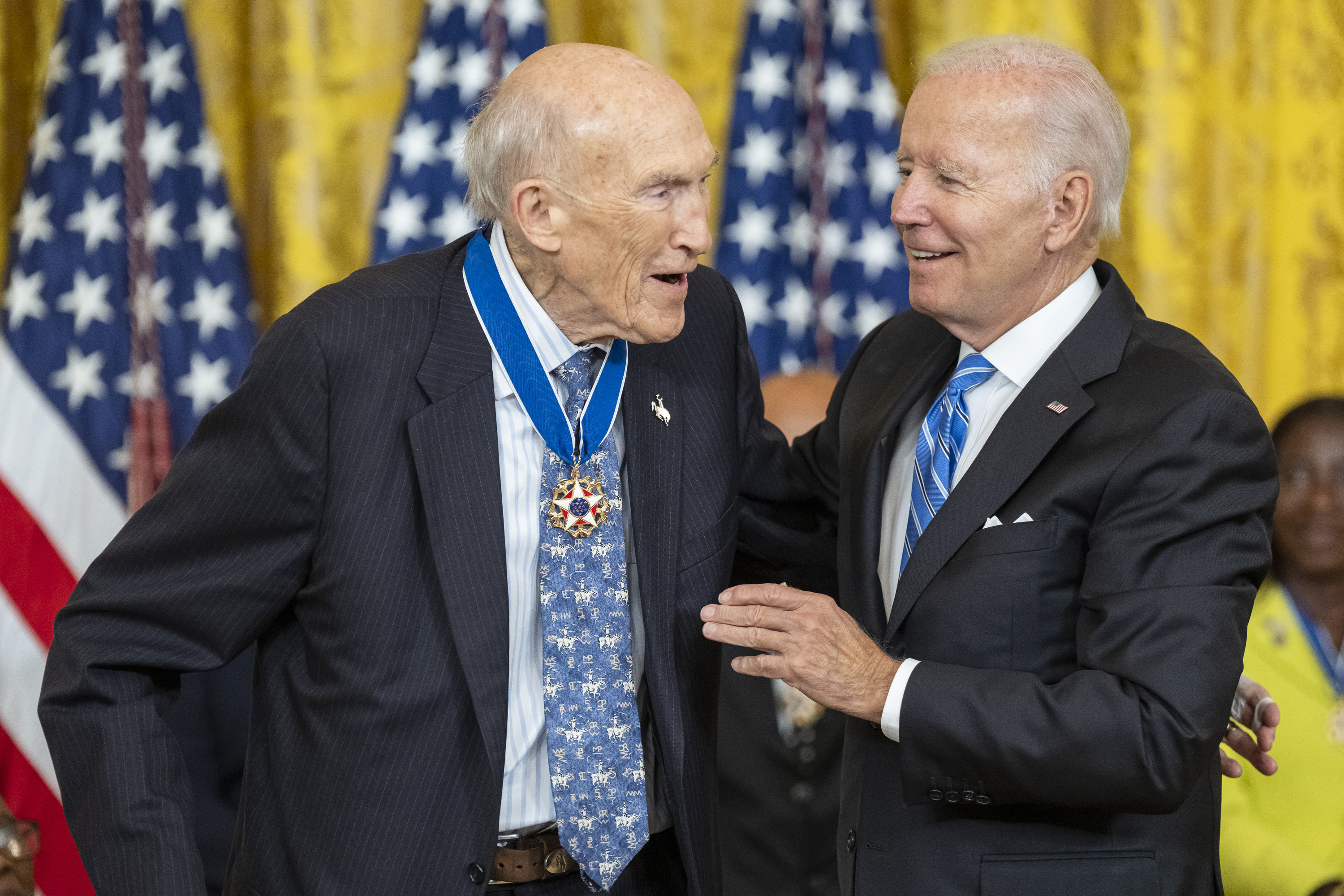
جو بایدن در ژوئیه ۲۰۲۲ به سیمپسون مدال آزادی ریاست‌جمهوری را اعطا کرد